# جهاز الإرسال لوران - سي سلوى
جهاز الإرسال لوران - سي سلوى هو الويسكي الثانوي لسلسلة لوران سي الجنوبية بالمملكة العربية السعودية (GRI 7030)، أيضًا هو والويسكي الثانوي لسلسلة لوران سي الشمالية بالمملكة العربية السعودية (GRI 8830).

## الإستخدام
يستخدم لكلا السلسلتين طاقة إرسال يبلغ مقدارها 1000 كيلوواط. يقع جهاز الإرسال لوران سي بالقرب من سلوى في (24°50′2″N 50°34′13″E / 24.83389°N 50.57028°E).